# Тврђава Сталаћ
Сталаћ (Тодорова кула, Кула Тодора од Сталаћа) је средњовековно утврђење недалеко од Сталаћа, од кога је су данас опстали само остаци Донжона, због чега се цео локалитет обично назива "кулом".
Сматра се да је кулу подигао кнез Лазар Хребељановић на остацима античког града, као и цркву у близини, од које је данас остало само звоно у црквеној порти на коме пише да је направљено 1384. године у Милану. Сама Тодорова кула се налази на обронцима Мојсињских планина, на којој се некад налазило 70 српских манастира и цркава.
Трагичан крај Тодора од Сталаћа и његове љубе Јелице описан је у народној песми „Смрт војводе Пријезде“. Тодор је одлучио да са Јелицом скочи у Јужну Мораву, која је тада текла испод саме куле, како не би пали у руке Турцима. Према легенди Турци су ушли у град пратећи гуске које су кроз скривени отвор на бедему око куле излазиле на Мораву. Путописци из XV века су забележили да је подно града у то доба било усидрено преко 100 шајки. Од куле је данас остао само један добро очувани зид.
Удружење грађана Тодор од Сталаћа је покренуло иницијативу и прикупља средства за реконструкцију тврђаве која би се одвијала по фазама. Прва фаза је обнова донжон куле и постављање споменика војводи Пријезди и Јелици. Друга фаза је обнова Малог града који је повезан са кулом и трећа фаза је обнова тврђаве у целини која заузима површину од четири хектара. Више о активностима удружења везаним за тврђаву у Сталаћу можете сазнати на сајту удружења